# すぎもとみさき
すぎもと みさき（11月6日 - ）は、日本の女優。兵庫県神戸市出身。オフィスキイワード所属。
同志社女子高等学校、同志社大学文学部英文学科卒業。女優、MC、キャスターのかたわら、通訳やビジネスマナー講師、イラストレーターの仕事もしている。眼鏡好きで眼鏡展示会のイベントにも関わっているが、本人の視力は悪くはない。

## 出演作品

### 放送中
- 2022年3月～せのぶら本舗　プレゼンター
- 2015年9月〜 和歌山LPガス協会 CM
- 2023年10月〜SMILE TIME

### CM
- 2002年02月：サクセス予備校
- 2002年06月：京阪モール・ザ・バーゲン
- 2002年07月：ZAQインターネットおねだり編
- 2007年07月：ダスキンPV
- 2007年08月：ZAQ 父がZAQを始めた日編
- 2008年05月：ニンテンドーDS 初歩から始める大人の英単語練習
- 2008年10月：ニンテンドーDS ゼロからはじめる大人の5か国語練習
- 2008年12月：ニンテンドーDS 意味まで分かる大人の熟語練習
- 2010年06月：イトーヨーカドー ArioBAZAR
- 2011年09月：LION企業CM 「歯ぶらし家族」未来の家族篇
- 2015年4月： 坂口興産
- 2015年9月： 和歌山LPガス協会  お母さん料理安心編
- 2015年10月： 全葬連
- 2016年４月：エバメール化粧品

### リポーター
- 2011年10月 - 2013年9月：『小町テレビ』「トレンド小町」 (日テレG+／TOKYO MX)
- 2021年～　『NEWS×情報 キャッチ＋』（サンテレビ）
- 『きらきん！』（KBS京都）
- 『森たけしのスカタンラジオ』（MBSラジオ）
- 『金村義明のええかげんにせぇ～！』（MBSラジオ）
- 『メッセンジャーあいはらのYouはこれから！』（MBSラジオ）

### ドラマ
- 2001年4月19日：『京都迷宮案内3』第10話(テレビ朝日)
- 2001年12月28日：『忠臣蔵1/47』(フジテレビ)
- 2002年7月2日：『ビタミンF』第二章 パンドラ (NHK BS2)
- 2005年11月26日：『女の一代記 第3夜・杉村春子『悪女の一生〜芝居と結婚した女優・杉村春子の生涯〜』』(フジテレビ)
- 2009年5月 - 7月：『MR.BRAIN』(TBS)
- 2009年09月30日：『恋うたドラマSP 三日月 第2夜』(TBS) - 足裏マッサージ店店員 役
- 2009年10月 - 12月： 『ギネ 産婦人科の女たち』(日テレ)
- 2010年5月23日：『新参者』 第6話(TBS)
- 2010年1月 - 3月：『コード・ブルー -ドクターヘリ緊急救命- 2nd season』 (フジテレビ) - 看護師 役
- 2010年12月30日：『さよならロビンソンクルーソー』(フジテレビ)
- 2011年5月12日：『スパモク! お坊さんがズバリ!解決!紳助の駆け込み寺』(TBS)
- 2011年6月：『幸せになろうよ』(フジテレビ)
- 2011年10月：『私が恋愛できない理由』第1話 (フジテレビ)
- 2012年3月4日：『ヨメとダンナの493日〜おもろい夫婦の「がんフーフー日記」〜』(NHK BSプレミアム)
- 2012年4月・2013年4月：『シャキーン!』(NHK Eテレ)
- 2012年5月：『ATARU』 第4話 (TBS)
- 2015年4月27日：月曜ゴールデン『縁側刑事・弐～銃の重さ～』(TBS)
- 2016年2月29日：月曜ゴールデン『オバベン2 -京都ふたりの女弁護士-』(TBS)
- 2021年4月 - 6月：『惑星スミスでネイキッドランチを』(サンテレビ) - 杏理 役（サンテレビ）
- 2023年5月29日: 『稲妻ムービーマーケット』9話 ワルシャワの女と鉄腕カメラ　(サンテレビ)

### 映画
- 2006年10月：映画「天使の卵」　冨樫森監督
- 2008年4月：映画「花影」　河合勇人監督
- 2008年7月：映画「バカバカンス」　宮田宗吉監督
- 2008年11月：映画「秋深き」　池田敏春監督
- 2009年11月：映画「なくもんか」　水田伸生監督
- 2012年2月：映画「マメシバ一郎３D」　亀井亨監督

### MC
神戸ルミナリエ　点灯式
1.17のつどい
インフィオラータこうべ
大阪マラソンEXPO
神戸まつり　イベントステージ

### 舞台
- 2000年7 - 8月：舞台「夏の南風」吉本興業りあるキッズ全国ライブ
- 2006年7月：HANAMIZUKI：激富
- 2008年6月：熱き心に：激富
- 2010年5月：オタッカーズ・ハイ：演劇集団イヌッコロ
- 2010年12月：苦闘のラブリーロバー：演劇集団イヌッコロ
- 2012年3月：オヅの魔法使い〜ドロシィ監禁地獄!!〜：A.I.films
- 2013年4月： 冒険者たちのホテル　：演劇集団イヌッコロ
- 2013年6月： おぼろ　：STAR☆JACKS
- 2014年4月 ハッピーハードラック　：演劇集団イヌッコロ
- 2018年5月 となりのホールスター　:演劇集団イヌッコロ
- 2023年12月　Born To Shine Re:Boot　:STAR☆JACKS

### PV、その他
- 2009年01月：GOING UNDER GROUND 「いっしょに帰ろう」
- 2009年10月：「IEサウンドジャンボリー2009(琉球放送)」ナレーション
- 2021年07月：「パネルクイズ アタック２５」（朝日放送）
- 2023年04月：「ウラのウラまで失礼します」（朝日放送テレビ）